# Yannick Semedo
Jair Semedo Moreno, noto come Yannick Semedo (Praia, 29 dicembre 1995), è un calciatore capoverdiano con cittadinanza portoghese, centrocampista del Farense e della nazionale capoverdiana.

## Carriera

### Club
Dopo avere militato nel GDR Celtic Praia, nel 2014 si è trasferito in Portogallo al GD São Roque.
Nel 2015 viene acquistato dal Marítimo.
Dopo avere trascorso tre anni nella squadra B del Marítimo, nel 2018 si è trasferito all'União Madeira, con cui ha militato per una stagione per poi venire acquistato dal Beira-Mar.
Nel 2020 viene ceduto al Salgueiros.
Nel luglio 2022 firma un contratto annuale con la Vilaverdense.
A fine stagione rinnova il proprio contratto sino al 2026, salvo poi rescindere il 28 dicembre 2023 visto che il club non gli pagava lo stipendio.
Il 3 gennaio 2024 si trasferisce al Santa Clara.
Il 2 luglio 2024 viene ceduto in prestito al Vizela.

### Nazionale
Esordisce in nazionale l'11 giugno 2022 nell'amichevole persa per 1-0 contro l'Ecuador.

## Statistiche

### Cronologia presenze e reti in nazionale
| Cronologia completa delle presenze e delle reti in nazionale ― Capo Verde | Cronologia completa delle presenze e delle reti in nazionale ― Capo Verde | Cronologia completa delle presenze e delle reti in nazionale ― Capo Verde | Cronologia completa delle presenze e delle reti in nazionale ― Capo Verde | Cronologia completa delle presenze e delle reti in nazionale ― Capo Verde | Cronologia completa delle presenze e delle reti in nazionale ― Capo Verde | Cronologia completa delle presenze e delle reti in nazionale ― Capo Verde | Cronologia completa delle presenze e delle reti in nazionale ― Capo Verde |
| Data                                                                      | Città                                                                     | In casa                                                                   | Risultato                                                                 | Ospiti                                                                    | Competizione                                                              | Reti                                                                      | Note                                                                      |
| ------------------------------------------------------------------------- | ------------------------------------------------------------------------- | ------------------------------------------------------------------------- | ------------------------------------------------------------------------- | ------------------------------------------------------------------------- | ------------------------------------------------------------------------- | ------------------------------------------------------------------------- | ------------------------------------------------------------------------- |
| 11-6-2022                                                                 | Fort Lauderdale                                                           | Ecuador                                                                   | 1 – 0                                                                     | Capo Verde                                                                | Amichevole                                                                | -                                                                         | 78’                                                                       |
| 19-11-2024                                                                | Nouakchott                                                                | Mauritania                                                                | 1 – 0                                                                     | Capo Verde                                                                | Qual. Coppa d'Africa 2025                                                 | -                                                                         | 82’                                                                       |
| 20-3-2025                                                                 | Praia                                                                     | Capo Verde                                                                | 1 – 0                                                                     | Mauritius                                                                 | Qual. Mondiali 2026                                                       | 1                                                                         |                                                                           |
| 25-3-2025                                                                 | Luanda                                                                    | Angola                                                                    | 1 – 2                                                                     | Capo Verde                                                                | Qual. Mondiali 2026                                                       | -                                                                         | 77’                                                                       |
| Totale                                                                    |                                                                           | Presenze                                                                  | 4                                                                         |                                                                           | Reti                                                                      | 1                                                                         |                                                                           |